# Льговский сельский совет
Льговский сельский совет (укр. Льговська сільська рада, крымскотат. Lgovskoye köy şurası) — административно-территориальная единица в Кировском районе в составе АР Крым Украины (фактически до 2014 года; ранее до 1991 года — в составе Крымской области УССР в СССР). Население по переписи 2001 года — 3026 человек, площадь совета 59 км². Территория сельсовета находится на юго-западе района, в северных отрогах горного массива Кубалач Внутренней гряды Крымских гор, в долине реки Мокрый Индол.
.
К 2014 году сельсовет состоял из 4 населённых пунктов:
- Льговское
- Добролюбовка
- Долинное
- Пруды

## История
Льговский сельсовет был образован 1 декабря 1970 года уже в современном составе. С 12 февраля 1991 года сельсовет в восстановленной Крымской АССР, 26 февраля 1992 года переименованной в Автономную Республику Крым. С 21 марта 2014 года в составе Крыма аннексирован Россией. Законом «Об установлении границ муниципальных образований и статусе муниципальных образований в Республике Крым» от 4 июня 2014 года территория административной единицы была объявлена муниципальным образованием со статусом сельского поселения.